# Pro Yakyū Team o Tsukurō!

Pro Yakyuu Team o Tsukurou! (ou Let's Make a Pro Baseball Team!) est une série de jeux vidéo de management sportif d'équipes de baseball développé par Smilebit et éditée par Sega.

## Liste de jeux
- 1998 : Pro Yakyū Team o Tsukurō! (Saturn)
- 1999 : Pro Yakyū Team o Tsukurō! (Dreamcast)
- 2000 : Motto Pro Yakyū Team o Tsukurō! (Dreamcast)
- 2002 : Pro Yakyū Team o Tsukurō! Advance (Game Boy Advance)
- 2003 : Pro Yakyū Team o Tsukurō! 2 (PlayStation 2)
- 2003 : Pro Yakyū Team o Tsukurō! 2003 (PlayStation 2)
- 2005 : Pro Yakyū Team o Tsukurō! 3 (PlayStation 2)
- 2008 : Pro Yakyū Team o Tsukurō! Online (Windows)
- 2008 : Pro Yakyū Team o Tsukurō! (Nintendo DS)[1]
- 2009 : Pro Yakyū Team o Tsukurō! 2 (Nintendo DS)[2]